# Великий Керлегеш
Великий Керлеге́ш (рос. Большой Керлегеш) — селище у складі Прокоп'євського округу Кемеровської області, Росія.

## Населення
Населення — 1043 особи (2010; 406 у 2002).
Національний склад (станом на 2002 рік):
- росіяни — 95 %